# Tàu khu trục hộ tống
Tàu khu trục hộ tống (tiếng Anh: Escort destroyer, ký hiệu lườn DDE) là một định danh phân loại của Hải quân Hoa Kỳ đối với các tàu khu trục (DD) được sửa đổi và giao cho vai trò hộ tống hạm đội sau Chiến tranh thế giới thứ hai. Các tàu khu trục này vẫn giữ nguyên số hiệu thân tàu ban đầu. Vào tháng 3 năm 1950, phân loại tàu khu trục chống ngầm (DDK) sau Chiến tranh thế giới thứ hai được hợp nhất với phân loại tàu khu trục hộ tống, dẫn đến tất cả các tàu ký hiệu lườn DDK được phân loại lại thành ký hiệu lườn DDE nhưng vẫn giữ nguyên số hiệu thân tàu ban đầu. Đến ngày 30 tháng 6 năm 1962, ký hiệu lườn DDE được bãi bỏ và tất cả các tàu khu trục hộ tống được phân loại lại thành tàu khu trục (DD). Không nên nhầm lẫn tàu khu trục hộ tống với các tàu hộ tống khu trục trong Chiến tranh thế giới thứ hai (chúng rẻ hơn, chậm hơn, kém năng lực hơn và được trang bị vũ khí yếu hơn).

## Ý tưởng

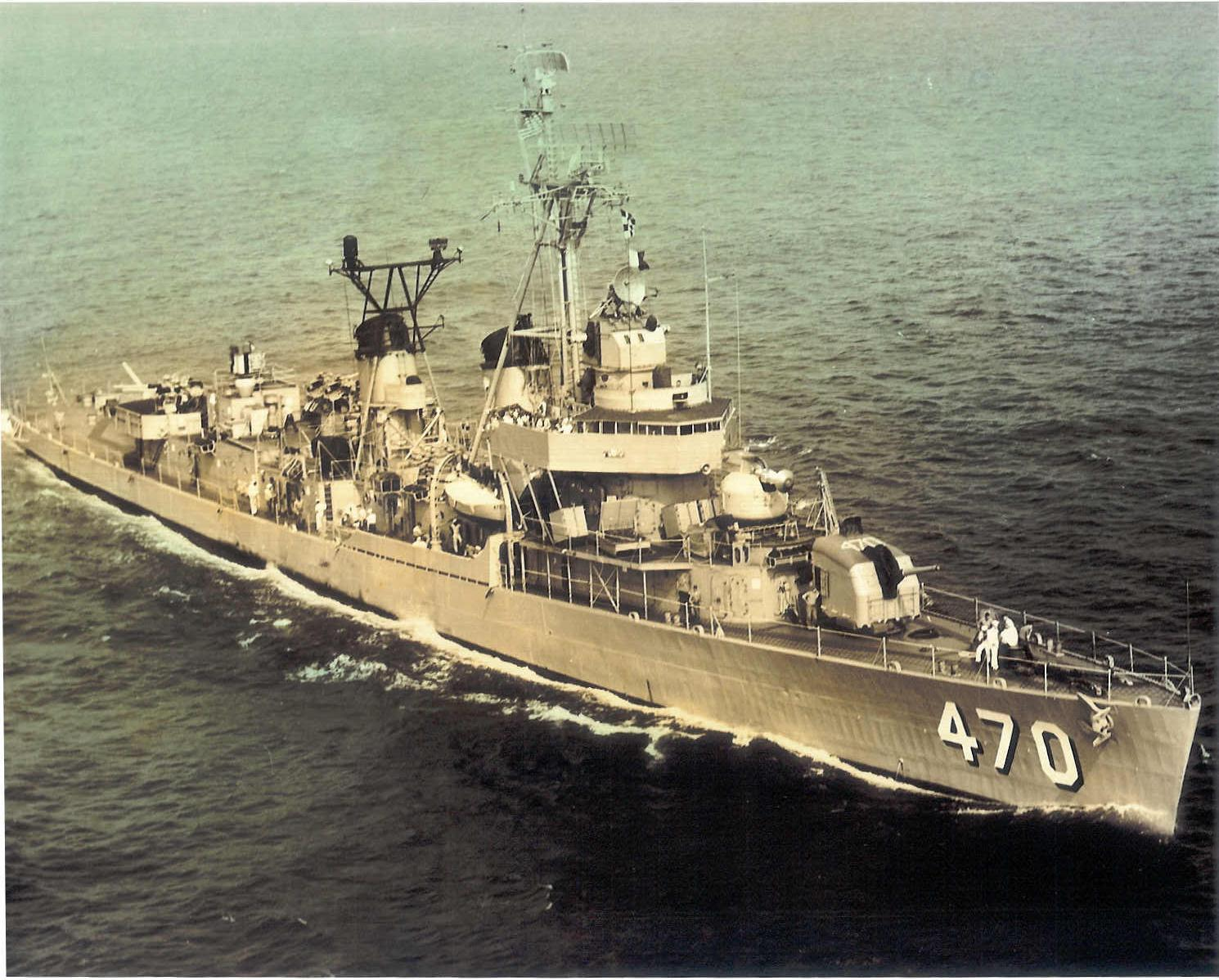
sau khi được chuyển đổi thành DDE với Weapon Alpha thay thế tại bệ pháo 52

Sau khi Chiến tranh thế giới thứ hai bùng nổ, Hải quân Hoàng gia Anh không có đủ số lượng tàu chiến thích hợp để hộ tống các đoàn tàu vận tải. Trong khi các tàu khu trục hiện đại hơn được giao nhiệm vụ đối phó với những tàu chiến chủ lực, các tàu khu trục được chế tạo trong Chiến tranh thế giới thứ nhất đã được sửa đổi để hoạt động như các tàu hộ tống vận tải. Bốn tàu khu trục lớp V và W được tái trang bị vũ khí phòng không và vũ khí chống ngầm hiện đại . Các tàu khu trục lớp V và W bổ sung nhận được những sửa đổi đơn giản hơn khi các nguồn tài nguyên của xưởng đóng tàu bị đánh thuế bởi các nhu cầu khác trong thời chiến. Một số khẩu pháo đã được loại bỏ để tăng khả năng tích trữ bom chìm và các ống phóng ngư lôi sau tàu được thay thế bằng pháo phòng không 3 inch (76 mm) để hộ tống các đoàn tàu vận tải trong vùng ven biển châu Âu. Các tàu khu trục hộ tống những đoàn tàu vận tải xuyên Đại Tây Dương cũng thay thế pháo ở thượng tầng mũi tàu bằng Hedgehog, loại bỏ tất cả các ống phóng ngư lôi để cải thiện khả năng vượt biển và thay thế một nồi hơi với kho chứa nhiên liệu bổ sung để tăng tầm hoạt động. Các sửa đổi tương tự đã được thực hiện đối với các tàu khu trục của Hoa Kỳ trước đây có được thông qua Thỏa thuận đổi tàu khu trục lấy căn cứ. Dự đoán có thể phát sinh nhu cầu bảo vệ những đoàn tàu vận tải cung cấp hàng hóa cho các đồng minh NATO, Hải quân Hoa Kỳ đã tiến hành sửa đổi các tàu khu trục cũ trong Chiến tranh Lạnh. Trong trường hợp không xảy ra xung đột cần đến sự hộ tống của tàu buôn, các tàu khu trục hộ tống sẽ hoạt động cùng với tàu sân bay chống ngầm (CVS) thuộc các nhóm Hunter-killer Group. Học thuyết hải quân lúc bấy giờ dự đoán mỗi tàu sân bay chống ngầm sẽ đi kèm với tám tàu khu trục hộ tống. Bốn tàu sẽ cung cấp tầm nhìn toàn cảnh cho tàu sân bay trong khi bốn tàu còn lại tấn công các tàu ngầm bị máy bay phát hiện.

## LớpGearing
Việc chuyển đổi lớp Gearing được tiến hành bằng cách thay thế pháo 5-inch/38-caliber ở vị trí B (bệ pháo 52) bằng RUR-4 Weapon Alpha hoặc Hedgehog. Weapon Alpha thứ hai đôi khi được lắp đặt ở phía sau của một số con tàu.

## LớpFletcher
Việc chuyển đổi lớp Fletcher đã dẫn đến loại bỏ tất cả các ống phóng ngư lôi và ba bệ pháo 5-inch/38-caliber, chỉ giữ lại các bệ pháo trên boong chính ở phía trước và phía sau. Weapon Alpha được lắp đặt thay thế cho bệ pháo ở vị trí B.
Những sửa đổi tương tự cũng đã được Hải quân Hoàng gia Anh thực hiện, thường là đối với các tàu cũ hơn từ thời Chiến tranh thế giới thứ nhất, để phù hợp với các nhiệm vụ cụ thể như công tác vận tải.